# Юзеф Пуласький

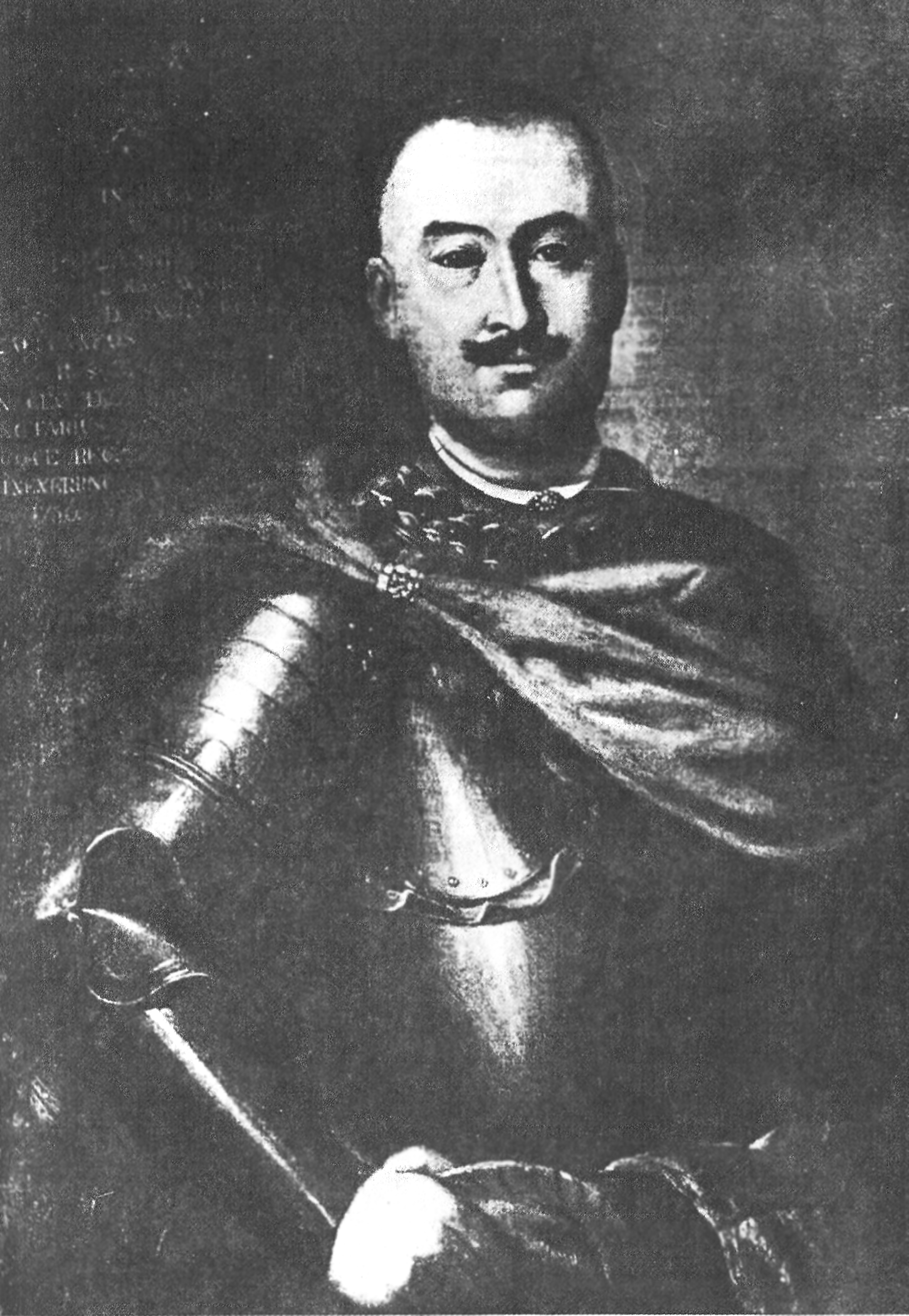

Юзеф Пуласький (пол. Józef Pułaski; 1704 — бл. 20 квітня 1769) — польський шляхтич, урядник Королівства Польського. Співорганізатор Барської конфедерації. Батько генерала армії США Казимира Пуласкі.

## Життєпис
Народився 1704 року. Батько — Якуб Пуласький, товариш панцирної корогви Яна Собеського. Матір — дружина батька Малґожата із Заремб, дідичка частини села Заремби Цемні (парафія Росохате, Нурський повіт).
Посади (уряди): варецький (набув від хелмінського каштеляна Адама Косса у березні 1732; староство розташовувалось у Черській землі над Піліцею, його кварта 650 злотих), свідницький (Любельське воєводство, після Станіслава Понятовського 10 жовтня 1744), мщоновський (Сохачівська земля) староста.
У лютому 1745 року брав участь в «голосному наїзді» Чорторийських на Уяздув — маєток вдови краківського воєводи Теодора Любомирського Ельжбети. За сприяння Чорторийських у 1752 році отримав титулярні посади надвірного коронного та скарбового писарів.
Отримав королівщини:
- на Поділлі — Шишківці, половину Яромирки, Коялів, Новосілки (по його смерті державила дружина Маріанна[1]), Красносілки, Зозулинців, Черешеньки
- в Руському воєводстві — Сапогівську «державу» (Галицька земля), Раденичі в Перемиській землі (у 1755 році після смерті Балтазара Пуласького, сина Ф. Пуласького).

З часом став ставати власником маєтків. Зокрема, у Мазовії, також в Україні:
- у Львівській землі — Коропець та Махнівці (1747 — від Радзивіллів)
- на Поділлі — Калитинці, Дахнівка, Журавлинці (головно від Замойських)
- на Волині — Деражня, купив 1751 року в Михайла Сапеги

- у Брацлавському воєводстві — Голубичі чи Голубча, які набув від князя Антонія Четвертинського у 1756

Помер бл. 20 квітня 1769. Тіло привезли до Садківців, щоб поховати в костелі ПДМ у Могилеві. Однак московський комендант не дозволив це зробити. Є 2 версії щодо місця похованя: одна — у відкритому степу, інша — в костелі францисканців Ясс.

### Сім'я
Дружина — Маріанна Зелінська, єдина донька ломжинського підчашого Анджея Зелінського. Шлюб уклали 7 жовтня 1738 року. Віном дружини, зокрема, були Іванівка, Качанівка, Рожищі у Галицькій землі.